# Świętosawie

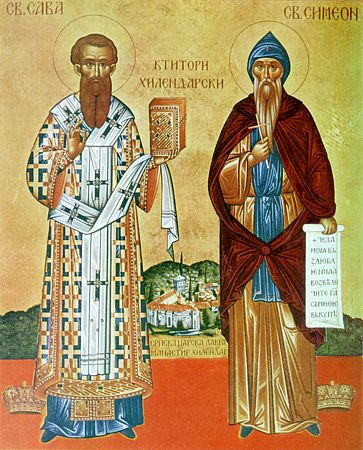
Ikona św. Sawy i jego ojca, św. Symeona

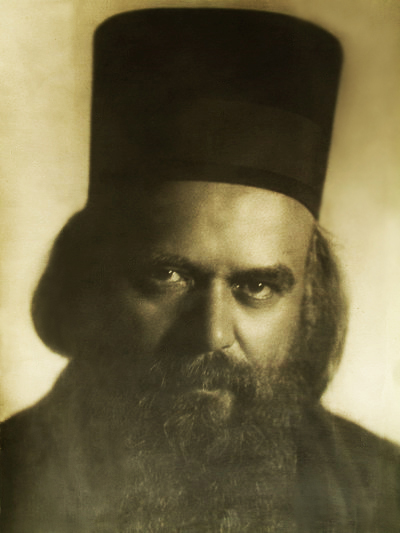
Mikołaj (Velimirović)

Świętosawie (serb. Светосавље, Svetosavlje) – serbska ideologia religijno-narodowa, sformułowana pod wymienioną nazwą w dwudziestoleciu międzywojennym i rozwijana przez prawosławnych duchownych i teologów Mikołaja (Velimirovicia) i Justyna (Popovicia) oraz ich uczniów. Nazwa ideologii odwołuje się do pierwszego zwierzchnika autokefalicznego Serbskiego Kościoła Prawosławnego – świętego Sawy.
Fundamentem świętosawia jest wiara w szczególny związek narodu serbskiego z religią prawosławną oraz powierzenie temu narodowi wyjątkowej misji przez samego Boga. Ideologia ta głosi także budowę w Serbii państwa wyznaniowego z wiodącą rolą religii prawosławnej, przy czym preferowany jest jego ustrój monarchiczny, nawiązujący do średniowiecznego państwa Nemaniczów. Ważnym składnikiem świętosawia jest kult świętego Sawy oraz kanonizowanych przez Serbski Kościół Prawosławny władców z dynastii Nemaniczów.

## Okoliczności powstania i rozwój
Propozycja terminu świętosawie jako synonimu „serbskiego prawosławia” pojawiła się po raz pierwszy w kręgu teologów i innych intelektualistów działających w Serbskim Klubie Kulturalnym w Belgradzie w latach 30. XX wieku, redagujących pismo religijno-filozoficzne pod tym samym tytułem. Pierwszą próbę bliższego zdefiniowania tego terminu podjął w 1932 Dimitrije Najdanović, w pracy pod tym samym tytułem, zdaniem którego świętosawie oznaczało „integralną narodową wspólnotę w Chrystusie”. Najdanović rozwijał następnie koncepcję ideologiczną, w której prawosławie miało łączyć się z wiarą w mesjańskie znaczenie narodu serbskiego w historii świata.
Idee Najdanovicia poszerzył i spopularyzował biskup Mikołaj (Velimirović), głoszący wybraństwo narodu serbskiego i zawarcie przezeń szczególnego przymierza z Bogiem poprzez postacie św. Sawy oraz Łazarza I Hrebeljanovicia. Biskup interpretował bitwę na Kosowym Polu i jej następstwa jako wynik decyzji Łazarza, by zginąć i zdobyć królestwo niebieskie, nie zaś zwyciężyć i utrwalać swoją władzę na ziemi. W tym momencie jego zdaniem naród serbski otrzymał szczególną misję, ale również został skazany na szczególne, oczyszczające cierpienie.
Na ideologię świętosawia powoływała się w swoich deklaracjach politycznych organizacja nacjonalistyczna ZBOR oraz jej przywódca Dimitrije Ljotić. W 1952 Dimitrije Najdenović twierdził jednak, że jej działalność nie miała nic wspólnego z tworzoną przez niego ideologią, zaś świętosawie jest w praktyce równoznaczne z prawosławiem.
Współcześni teologowie prawosławni definiują świętosawie jako „chrześcijaństwo w narodowym wydaniu” (określenie biskupa Atanazego (Jevticia)). Archimandryta Justyn (Popović) tłumaczył natomiast, iż świętosawie to postawa życiowa stanowiąca połączenie miłości, pracy, czynienia dobra oraz walki o ideały chrześcijańskie.
Zdaniem Doroty Gil działalność duchownych i świeckich powołujących się na koncepcje świętosawskie (według definicji Justyna (Popovicia)) w rzeczywistości odbiega od deklarowanych założeń teoretycznych.
Współczesną serbską organizacją polityczną bezpośrednią podającą świętosawie jako podstawę swojej doktryny jest Serbska Partia Świętosawska protojereja Žarko Gavrilovicia. Ten ostatni definiował świętosawie następująco:

Świętosawie jest nie tylko formą wiary prawosławnej, ale stanowi formę życia serbskiego. Świętosawie oznacza niezależną Cerkiew, wolność i niepodległość państwa i szkoły, narodową armię. Świętosawie to (...) umocniony mur obronny przeciwko napierającym religiom, ideologiom, wszystkim zaborcom i okupantom na Bałkanach. Świętosawie jest duszą narodu serbskiego.

### Krytyka
Świętosawie jest określane w literaturze jako ideologia fundamentalistyczna.

## Cechy

### Kult św. Sawy
Jednym z elementów myśli świętosawskiej jest kult osoby św. Sawy, wykraczający poza ramy kultu świętych funkcjonującego w prawosławiu. Według zwolenników koncepcji świętosawskich działalność pierwszego zwierzchnika Serbskiego Kościoła Prawosławnego zapoczątkowała istnienie odrębnego narodu serbskiego oraz nadała mu widoczny do dziś charakter. W hagiograficznych opracowaniach poświęconych tej postaci, jak również tekstach politycznych na ten temat, św. Sawa określany był jako „zbiorowe imię narodu”, „ojciec serbskiego narodu”, „agapista”, „apostoł”, „największy architekt bogoczłowieczej kultury prawosławnej”. Biskup Mikołaj (Velimirović), jeden z głównych ideologów świętosawia, uważał św. Sawę za twórcę serbskiej myśli narodowej i człowieka, który najpełniej łączył specyficzne cechy duchowości chrześcijańskiego Wschodu i Zachodu.

### Prawosławie jako religia narodowa
W ujęciu świętosawia religią narodową Serbów jest prawosławie, zaś zwierzchnik Serbskiego Kościoła Prawosławnego to nie tylko duchowy autorytet społeczeństwa, ale i jeden z przywódców świeckich. Udział duchownych prawosławnych w polityce jest tym samym w pełni dozwolony, czy wręcz zalecany.

### Monarchizm i „teodemokracja”
Świętosawie zawiera w sobie pochwałę monarchii serbskiej w kształcie powstałym w okresie rządów dynastii Nemaniczów, gloryfikację władców z tejże dynastii, ukazywanie ich jako przywódców świeckich i duchowych wszystkich Serbów. Niektórzy autorzy utożsamiający się z tradycją świętosawską nawoływali wprost do powrotu do Serbii średniowiecznej.
Jako inny dopuszczalny ustrój państwowy ideologowie świętosawia podawali specyficznie rozumianą demokrację – zachowanie demokratycznych form ustrojowych przy równoczesnym oparciu całości kultury i życia społecznego na etyce chrześcijańskiej („chrystokracja”, „teodemokracja”).

### Misja narodu serbskiego
Ideologowie świętosawia przypisywali Serbom szczególne miejsce w historii ludzkości, określając ich jako nowy naród wybrany, „naród-bogonośca” (nosiciel Boga). Serbowie są w tej ideologii narodem wybranym, w którego losy w szczególny sposób ingeruje sam Bóg. Ich szczególnym zadaniem jest również obrona wiary – stąd wszystkie wojny, w których walczą Serbowie, traktowane są równolegle jako walka w obronie narodu i w obronie prawosławia.
Wizja Serbów jako narodu wybranego w etyce świętosawskiej łączy się z przekonaniem o ich szczególnej gotowości do ponoszenia kolejnych ofiar.